# Marsdenia edulis
Marsdenia edulis är en oleanderväxtart som beskrevs av S. Wats.. Marsdenia edulis ingår i släktet Marsdenia och familjen oleanderväxter. Inga underarter finns listade i Catalogue of Life.